# 川俣町

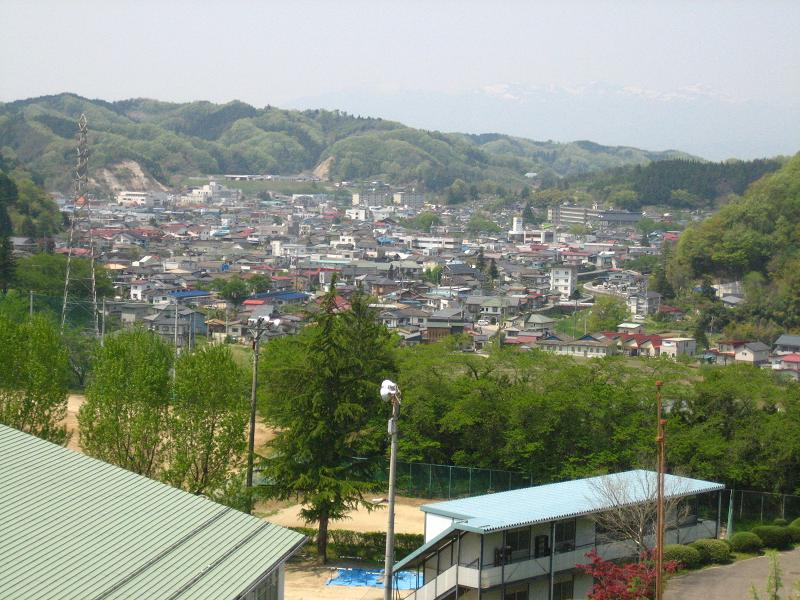
市街地を望む

川俣町（かわまたまち）は、福島県中通りに位置し、伊達郡に属する町。

## 概要
福島県伊達郡の最南東、阿武隈高地北部の丘陵地域に位置する。
平安時代から始まった養蚕業・絹織物業により「絹の里」として知られ、養蚕を伝え広めたとされる小手姫伝説が残る。
近年は、絹織物業に替わって、自動車部品・電子部品製造などの工場が立地し、産業構造の変化が進んでいる。また、新たな特産物として川俣シャモが評判を呼んでおり、PR事業として始めた「世界一長い焼き鳥」の記録争いを、山口県長門市・和歌山県日高川町と繰り広げている。
人口は1955年（昭和30年）に約2万8千人だったが2010年（平成22年）9月で1万5,558人となり、県内でも高い減少率である。
2004年（平成16年）に福島市・当町・飯野町の住民有志による直接請求が出され、これに基づき、同年9月に1市2町で法定合併協議会が設置され、合併の是非も含めた協議を進めていた。しかし、翌年になって当町では合併に反対する動きが活発化し、2006年（平成18年）12月1日に合併協議会を離脱した。なお、福島市と飯野町は2008年（平成20年）7月1日に合併した。
福島第一原子力発電所事故により、南東部の山木屋地区（501世帯1,246人・2011年4月1日時点）は避難指示解除準備区域・居住制限区域に指定されていたが、2017年3月31日にすべての避難指示を解除した。

## 地理

### 位置
県庁所在地福島市の南東、阿武隈高地に位置し、町の最南端の日山（天王山）で、双葉郡・田村市・二本松市との境界である。町の中心部を広瀬川が流れ、東は花塚山、南に口太山、北西に女神山がある。町の中心部からすぐ南東付近で、国道114号と国道349号のバイパス、福島県道12号原町川俣線が交差し、西は福島市、北は伊達市、南は二本松市に接続する。国道114号を南東に進むと、阿武隈高地を越え、浪江町に接続し太平洋に抜ける。県道12号を東に進むと相双地域の中心都市である南相馬市（旧原町市）に抜ける。

### 地形

#### 山岳
- 日山
- 花塚山
- 布引山
- 女神山
- 口太山
- 木幡山
- 高太石山
- 白馬石山
- 太郎坊山
- 舘ノ山

#### 河川
- 広瀬川
- 高根川
- 女神川
- 口太川

### 人口
| 川俣町（に相当する地域）の人口の推移 \| 1970年（昭和45年） \| 22,747人 \| \| \| 1975年（昭和50年） \| 21,644人 \| \| \| 1980年（昭和55年） \| 21,099人 \| \| \| 1985年（昭和60年） \| 20,864人 \| \| \| 1990年（平成2年） \| 20,001人 \| \| \| 1995年（平成7年） \| 19,043人 \| \| \| 2000年（平成12年） \| 17,751人 \| \| \| 2005年（平成17年） \| 17,034人 \| \| \| 2010年（平成22年） \| 15,569人 \| \| \| 2015年（平成27年） \| 14,452人 \| \| \| 2020年（令和2年） \| 12,170人 \| \| |          |  |
| 総務省統計局 国勢調査より |          |  |
| 1970年（昭和45年） | 22,747人 |  |
| 1975年（昭和50年） | 21,644人 |  |
| 1980年（昭和55年） | 21,099人 |  |
| 1985年（昭和60年） | 20,864人 |  |
| 1990年（平成2年） | 20,001人 |  |
| 1995年（平成7年） | 19,043人 |  |
| 2000年（平成12年） | 17,751人 |  |
| 2005年（平成17年） | 17,034人 |  |
| 2010年（平成22年） | 15,569人 |  |
| 2015年（平成27年） | 14,452人 |  |
| 2020年（令和2年） | 12,170人 |  |

### 隣接自治体
福島県
- 福島市
- 伊達市
- 二本松市
- 相馬郡：飯舘村
- 双葉郡：浪江町

## 歴史

### 古代
縄文時代
- 縄文時代早期（約9,000年前）の押型文土器が北ノ俣遺跡から出土するなど、103の縄文遺跡が確認され古くから人々が生活していたことが確認されている。
- 古墳時代の遺跡は確認されておらず奈良時代後半から急速に開発されたと考えられる。

### 中世
- 12世紀 「小手保」（川俣周辺地域）を鎌倉幕府御家人の地頭職が支配。
- 14世紀 南北朝時代、北党と南党が河股城をめぐって攻防を繰り返す。
- 15世紀 国人領主の川俣飛騨入道による支配。
- 16世紀 伊達氏の領地となる。

### 近世
安土桃山時代
- 1591年 伊達氏に替わって蒲生氏郷が封入。
- 1598年 上杉景勝の領地となる。

江戸時代
- 江戸時代 現在の川俣町の地域は、分割され複雑な支配変遷をたどる。
- 1703年 川俣代官所が町小綱木村に置かれる。

### 近代
明治時代
- 1868年（明治元年） 地域10村で明治維新を迎え民生局に移管。
- 1871年（明治4年） 廃藩置県により福島県に属する。
- 1889年（明治22年）4月1日 町村制施行により伊達郡川俣村が町制施行し（旧）川俣町が発足[2]。
- 1890年（明治23年） 郡制が敷かれ伊達郡となる。

### 近現代
昭和時代
- 1955年（昭和30年）3月1日  伊達郡（旧）川俣町・富田村・福田村・小島村・飯坂村・小綱木村・大綱木村・安達郡山木屋村が合併し、川俣町となる。
- 1963年（昭和38年） 口太山集中豪雨災害。
- 1972年（昭和47年）5月14日 国鉄川俣線廃止。
- 1974年（昭和49年）
  - 4月  川俣中学校完全統合。
  - 10月  第1回絹市開催。
- 1975年（昭和50年）10月  第1回コスキン・エン・ハポン開催。
- 1977年（昭和52年）11月23日  町の「木」「花」「鳥」を制定。
- 1980年（昭和55年）12月  町民の歌が制定される。 クリスマス豪雪
- 1985年（昭和60年）10月  町民憲章が制定される。

### 現代
平成時代
- 1992年（平成4年）8月  第1回からりこフェスタ開催。
- 1995年（平成7年）　ふくしま国体開催（フェンシング競技）。
- 2011年（平成23年）
  - 3月11日  東日本大震災が発生。震度6弱を観測。
  - 4月  山木屋地区が計画的避難区域に指定。
- 2013年（平成25年）8月　山木屋地区が避難指示解除準備区域と居住制限区域に再編。
- 2017年（平成29年）3月31日　避難指示解除準備区域及び居住制限区域を解除[3]（山木屋地区の避難指示を解除）。

## 出先機関・施設

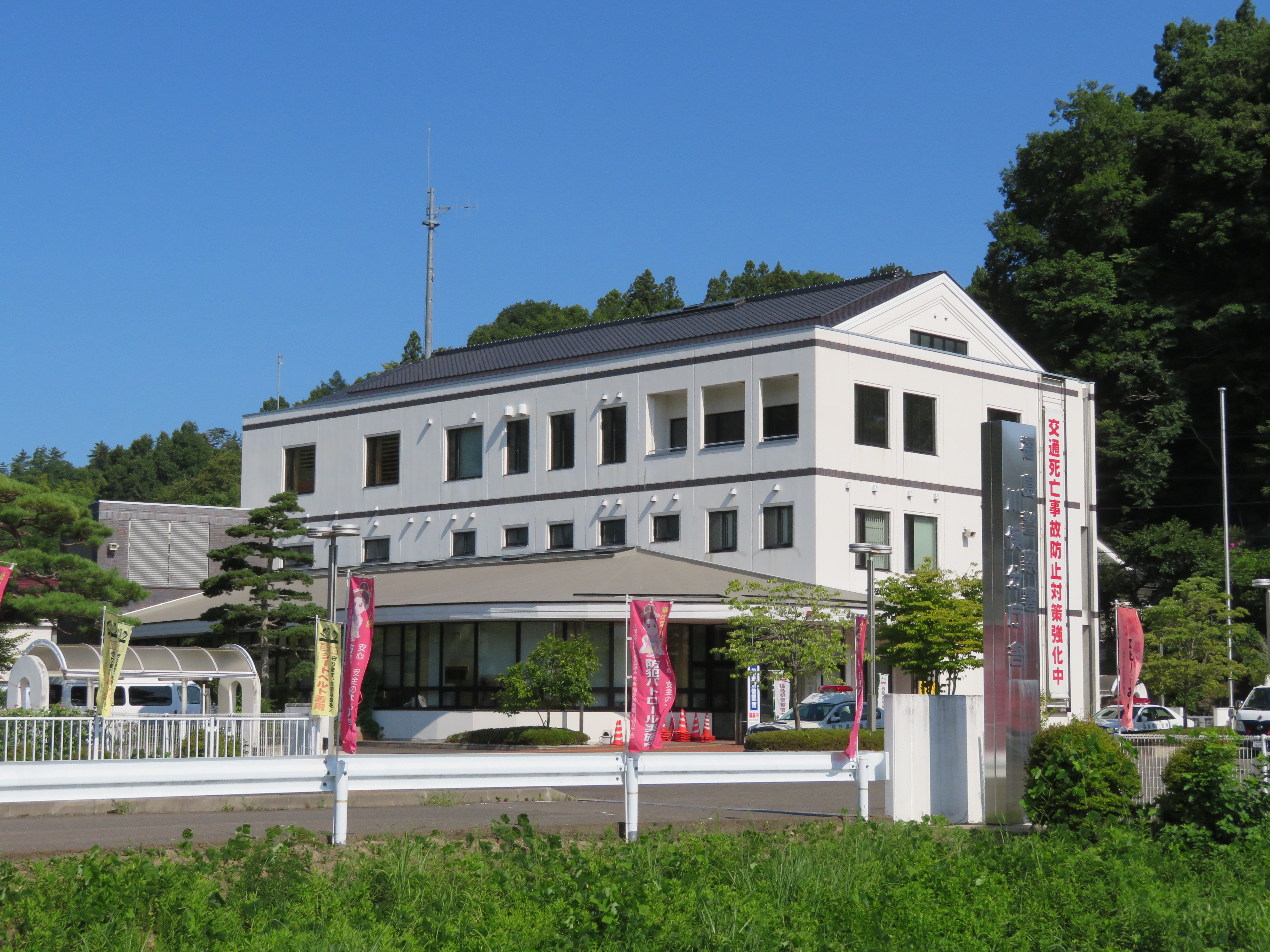
川俣警察署

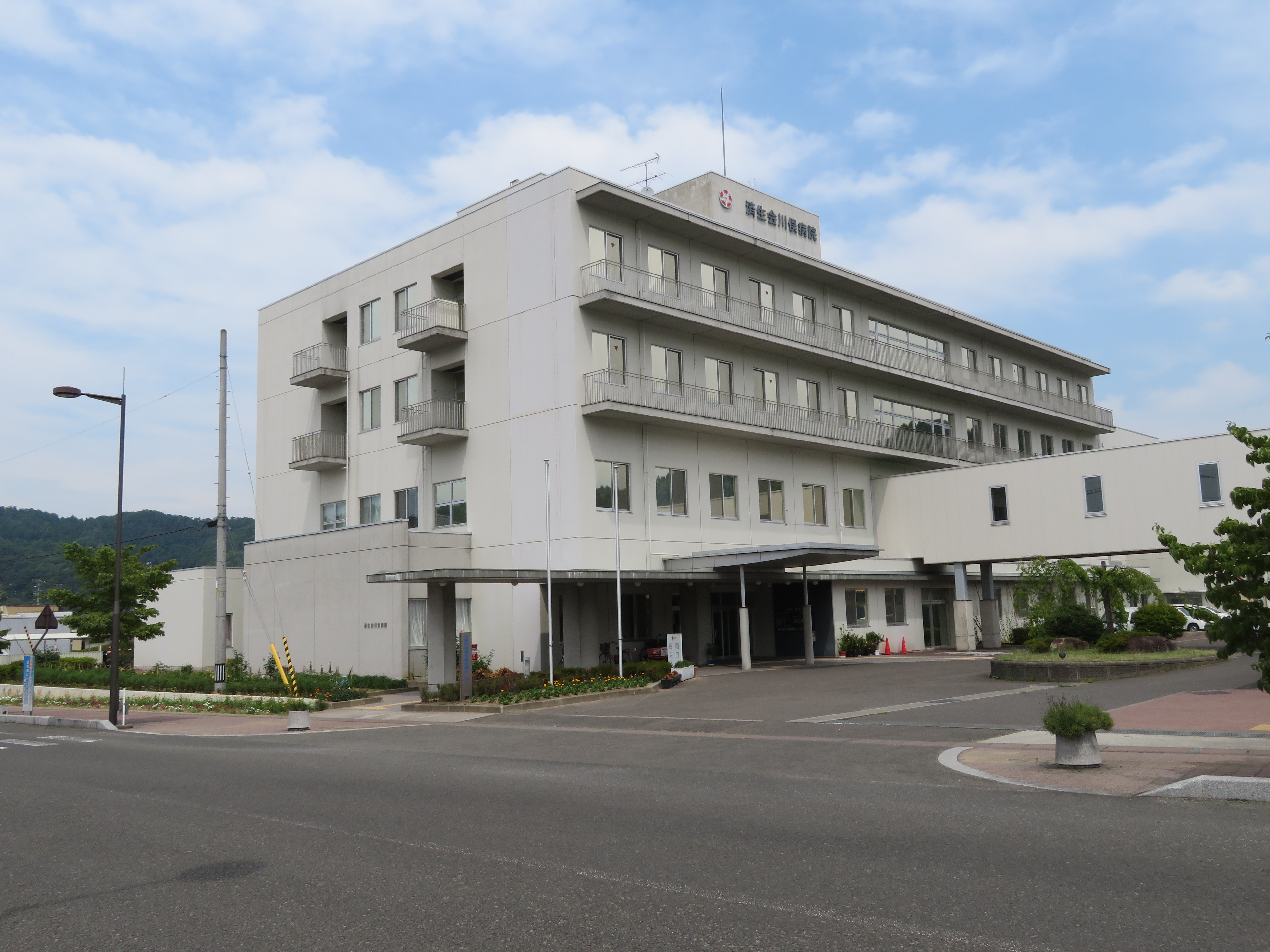
済生会川俣病院

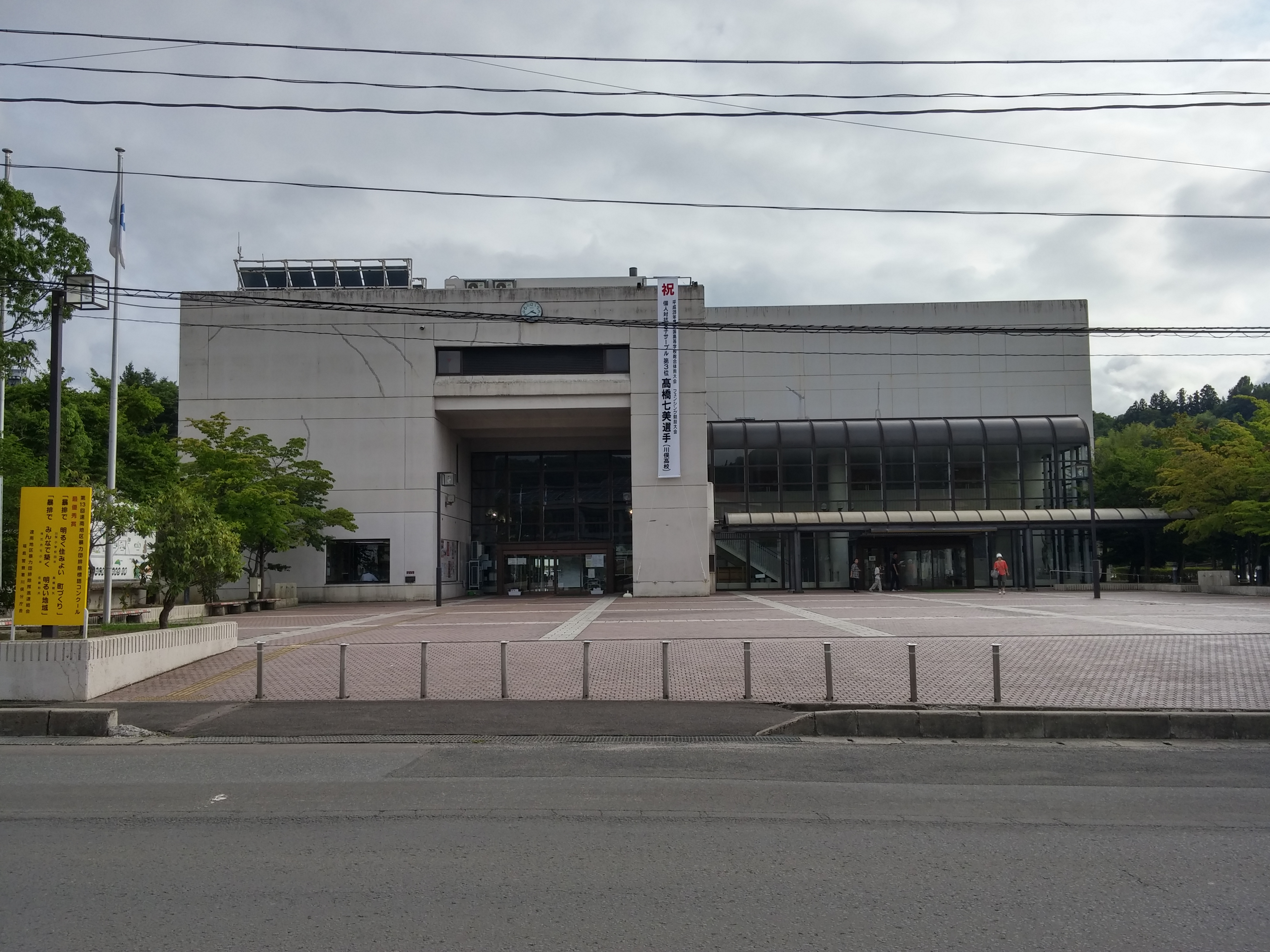
川俣町中央公民館

### 施設

#### 警察
本部
- 福島県警察 福島警察署

分庁舎
- 福島警察署 川俣分庁舎

駐在所
- 山木屋駐在所（川俣町山木屋）

#### 医療・福祉
主な病院
- 済生会川俣病院

#### 郵便
- 川俣郵便局（集配局）
- 山木屋郵便局（集配局）
- 伊達福田郵便局
- 伊達小島簡易郵便局

#### 交流施設
- 川俣町中央公民館

## 対外関係

### 姉妹都市・提携都市

#### 国内
提携都市
- 日進市（中部地方 愛知県）
  - 2013年（平成25年）4月5日 - 相互応援提携[4]。

## 経済

### 第一次産業

#### 農業
農家数は戦後減少を続けており、近年は第一種兼業農家の減少が著しい（昭和55年650戸、平成12年131戸）。阿武隈高地に位置することから、中心部を流れる広瀬川流域では米作が行われているが、標高が高い周辺部では、葉タバコ、タラノメなどの畑作と、酪農が中心である。かつては盛んだった養蚕は数戸となっている。近年食用鶏川俣シャモを地元ブランドの特産品として売り出している。

### 第二次産業

#### 工業
江戸時代から絹織物業・繊維産業が発達した歴史的経過から、山間の工業小都市の面影を残す。繊維産業事業所数は昭和50年の235から平成15年に19に減少している。代わって自動車部品製造業・電子部品製造業の工場が立地し雇用を増やしたが、2000年以降は事業の海外移転等に伴い縮小が続いている。
主な事業所
- (株)日ピス福島製造所（自動車部品）
- 川俣精機(株)（モーター）
- アサヒ通信(株)（電子部品）

### 第三次産業

#### 商業
近年、国道114号線が整備され、道路沿いに中規模DIYショップ等が次々と立地して、近隣町村からの消費者を呼び込んでいる。一方で、絹織物業とともに発展した戦前からの商店街は、人口減少とモータリゼーションの進展に伴い、衰退を続けている。

### 金融機関
- 東邦銀行川俣支店 [注釈 1]
- 福島銀行川俣支店
- 大東銀行川俣支店
- 福島信用金庫川俣支店
- JAふくしま未来川俣支店
- JAふくしま未来山木屋支店

## 教育

### 高等学校
公立
- 福島県立川俣高等学校

### 中学校
町立
- 川俣町立山木屋中学校
- 川俣町立川俣中学校

### 小学校
町立
- 川俣町立川俣小学校
- 川俣町立飯坂小学校
- 川俣町立福田小学校
- 川俣町立山木屋小学校
- 川俣町立川俣南小学校
- 川俣町立富田小学校

## 交通

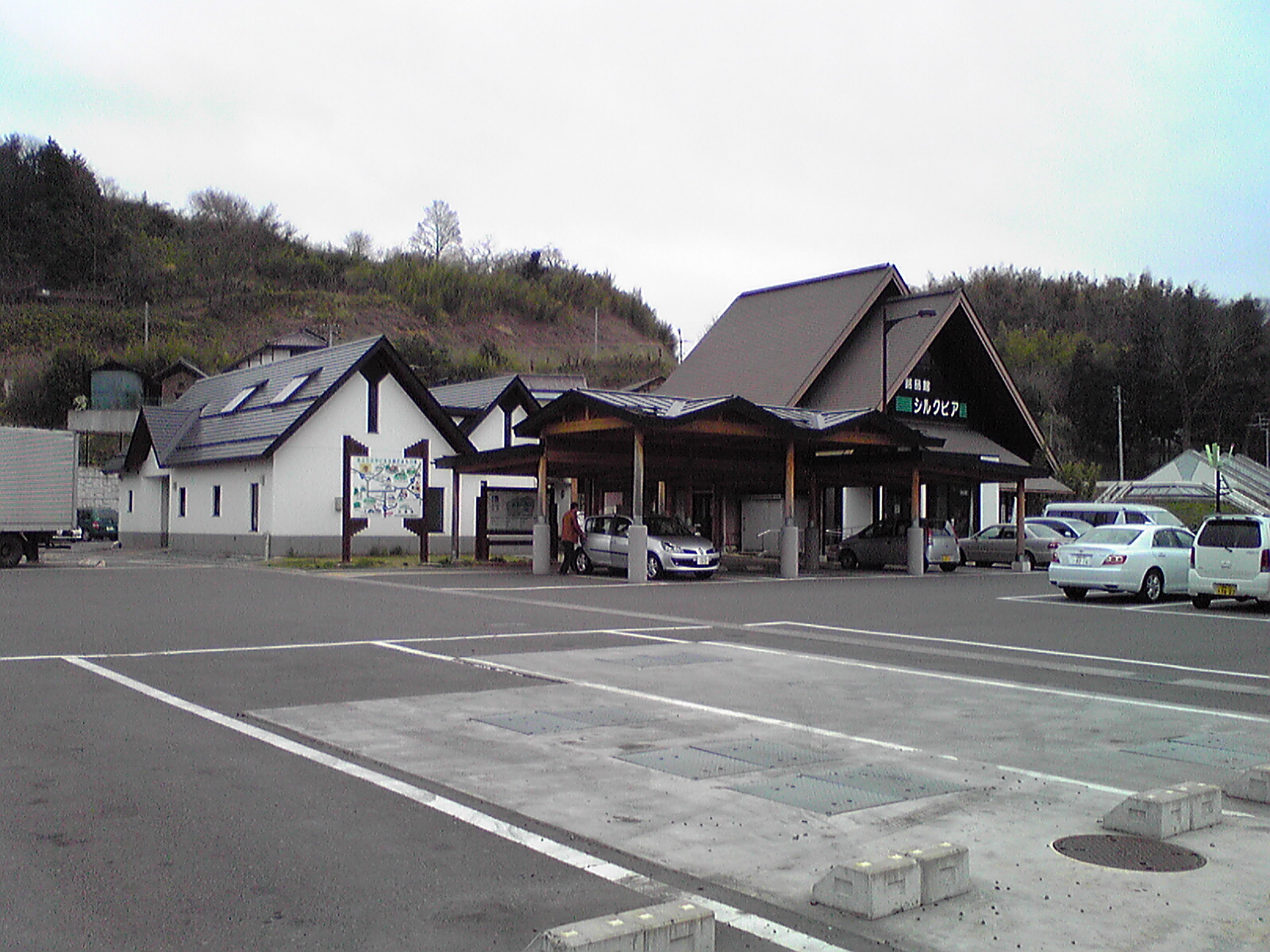
道の駅川俣

### 鉄道

#### 鉄道路線
町内に鉄道路線はない。

#### 廃線
- 1972年（昭和47年）までは、国鉄川俣線（1926年3月開通）が東北本線の松川駅と岩代川俣駅との間、およそ12キロを結んでいた。
- 1927年（昭和2年）6月までは、福島電気鉄道の路線が、福島市街から保原、掛田経由で川俣まで通じていた。

### バス

#### 路線バス
- ジェイアールバス東北 - 町内に川俣車庫が設けられている。
- 福島交通 - 町内に川俣出張所が設けられている。
- カネハチタクシー - 川俣線代替バス（松川駅 - 福島市飯野町 - 川俣高校前）

#### コミュニティバス (休止)
東日本大震災とそれによる福島第一原発事故の影響で運行休止。
- 川俣町自治体バス「絹の里ふれあい号」（川俣高校前 - 山木屋水境）
- 浪江町営バス（山木屋水境 - 浪江駅）

### 道路

#### 国道
- 国道114号
- 国道349号
- 国道459号

#### 県道
主要地方道
- 福島県道12号原町川俣線
- 福島県道39号川俣安達線
- 福島県道51号霊山松川線
- 福島県道62号原町二本松線

一般県道
- 福島県道117号二本松川俣線
- 福島県道269号月舘川俣線

### 道の駅
- 道の駅川俣

## 観光

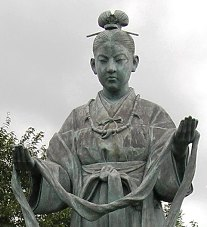
川俣町中央公園の小手姫像

### 名所・旧跡
城郭
- 河股城跡

神社
- 春日神社

### 観光スポット
- 小手姫像
- 峠の森自然公園
- 羽山の森美術館 - 旧福沢小学校の校舎を利用した美術館。川俣町ゆかりの画家の作品が展示されている。
- おじまふるさと交流館 - 旧小島小学校の校舎を利用した自然体験宿泊施設。震災から1年後の2012年に開館した。震災の影響もあり開館以来多くの自然体験活動は行えていない。

## 文化・名物

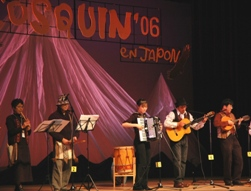
コスキン・エン・ハポン2006

### 祭事・催事
催事
- 川俣町ロードレース大会 - 毎年6月に行われるロードレース大会。東日本大震災のあった2011年は中止。
- 川俣シャモまつり - 特産品である川俣シャモを使った料理を食べることが出来る。過去には、「世界一長い焼き鳥」の挑戦も行われていた。現在は、「世界一長い川俣シャモの丸焼き」がメインイベントとして開催されている。
- 絹市 - 毎年10月に開催される。絹製品をはじめとした様々な商品が販売される。

コスキン・エン・ハポン
1975年から続くフォルクローレの音楽祭、コスキン・エン・ハポン(COSQUIN EN JAPON)が、国内最大の中南米音楽祭となり、全国から多くの愛好家やプロの演奏家が川俣町を訪れる。例年10月初旬に3日間開かれ、中南米の衣装を身に着けたコスキン・パレードも行われる。

### 名産・特産
- 川俣シャモ - 地鶏
- プロトマンガノ鉄直閃石 - 鉱石

## 出身関連著名人

### ゆかりのある著名人
- 朝河貫一 - 歴史学者。川俣小学校（現川俣町立川俣小学校）校長、蒲生義一に就いて英学を学ぶ。
- 古関裕而 - 1928年（昭和3年）から2年間、伯父の経営する川俣銀行（現東邦銀行川俣支店 [注釈 1]）に勤務した。町内に関係する作品として、川俣町立川俣中学校の校歌、川俣音頭、川俣町民の歌を作曲した。
- 佐藤雀仙人  - 俳人。小綱木村生まれ、13歳までこの地で過す。
- 齋藤隆行-スタジオディーン　アニメーションプロデューサー